# White Oak (Pennsylvania)
White Oak  è una borough degli Stati Uniti d'America, nella contea di Allegheny nello Stato della Pennsylvania. Secondo il censimento del 2000 la popolazione è di 8.437 abitanti.

## Società

### Evoluzione demografica
La composizione etnica vede una prevalenza della razza bianca (97,20%), seguita quella afroamericani (1,86%), dati del 2000.
| borough di White Oak Popolazione |       |
| 2000                             | 8.117 |
| Stima al 2009                    | 659   |